# مارشال ستيرنز
مارشال ستيرنز (بالإنجليزية: Marshall Stearns)‏ هو صحفي وأستاذ جامعي ومؤلف أمريكي، ولد في 18 أكتوبر 1908 في كامبريدج في الولايات المتحدة، وتوفي في 18 ديسمبر 1966 في كي ويست في الولايات المتحدة.